# Cák
Cák è un comune dell'Ungheria di 267 abitanti (dati 2001). È situato nella contea di Vas.